# Humaria violascens
Humaria violascens är en svampart som beskrevs av Velen. 1922. Humaria violascens ingår i släktet Humaria och familjen Pyronemataceae.   Inga underarter finns listade i Catalogue of Life.